# 흑석동 (서울)

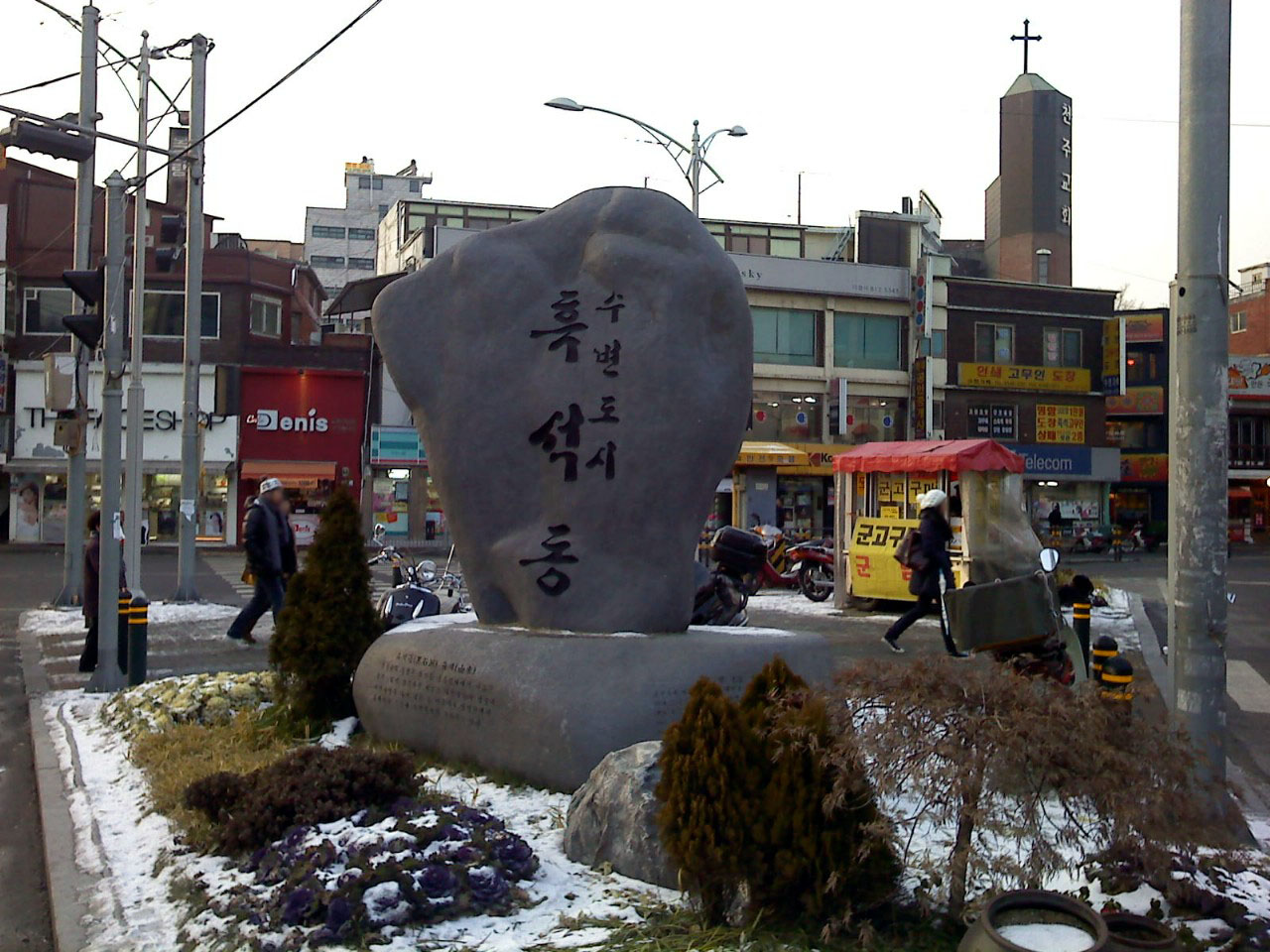
수변도시 흑석동

흑석동(黑石洞)은 대한민국 서울특별시 동작구에 위치한 법정동이자 행정동이다. 동명은 흑석동 일대에서 검은색 돌이 나온다고 하여 “검은돌 마을”이라고 한 것에서 유래되었다. 
2000년대에 3차 뉴타운으로 지정된 이래 뉴타운 사업이 활발히 진행되고 있다.

## 연혁
- 1914년 이전까지 경기도 과천군 하북면 소속이었다.
- 1914년 4월 1일: 경기도 시흥군 북면에 편입[2]
- 1936년 4월 1일: 경성부에 편입. 흑석리에서 흑석정(町)으로 개칭
- 1943년 6월 10일: 영등포구 설치로 영등포구 소속이 됨
- 1946년 10월 1일: 일본식 동명 개정으로 흑석정에서 흑석동으로 개칭
- 1955년 4월 18일: 행정동을 흑석1동·2동·3동으로 분리[3]
- 1973년 7월 21일: 관악구 설치로 관악구 소속이 됨[4]
- 1980년 4월 1일: 동작구 설치로 동작구 소속이 됨[5]
- 2008년 2월 1일: 행정동 흑석1동·2동·3동을 흑석동으로 통합[6]

## 시설
- 중앙대학교병원
- 원불교 소태산기념관
- 조선일보 뉴지엄

흑석동은 중앙대학교가 흑석동에 자리잡은 1933년 이후부터 중앙대와 함께 발전해 왔다. 2005년 상급종합병원인 중앙대학교병원이 흑석동으로 이전하며 관내에 대형 의료기관이 위치하게 되었다.

## 학교
- 중앙대학교
- 중앙대학교사범대학부속중학교
- 중앙대학교사범대학부속초등학교
- 서울은로초등학교
- 서울흑석초등학교
- 동양중학교

## 교통
- ● 서울 지하철 9호선
  - (개화 방면) ← 흑석역 → (중앙보훈병원 방면)

## 문화
1997년 9월부터 《월간 파티》에 연재되었던 이빈의 만화 《안녕 자두야》의 배경지다.

## 주거
| 단지명                       | 건설사       | 시행사                                     | 주소              | 입주        | 비고             |
| ---------------------------- | ------------ | ------------------------------------------ | ----------------- | ----------- | ---------------- |
| 흑석뉴타운 롯데캐슬 에듀포레 | 롯데건설     | 흑석8재정비촉진구역 주택재개발정비사업조합 | 동작구 서달로 123 | 2018년 11월 | 흑석8구역 재개발 |
| 아크로 리버하임              | 대림산업     | 흑석7재정비촉진구역 주택재개발정비사업조합 | 동작구 현충로 52  | 2019년 12월 | 흑석7구역 재개발 |
| 흑석 자이                    | ㈜지에스건설 | 흑석3재정비촉진구역 주택재개발정비사업조합 | 동작구 서달로 90  | 2021년 7월  | 흑석3구역 재개발 |